# Stob Bàn (Mamores)

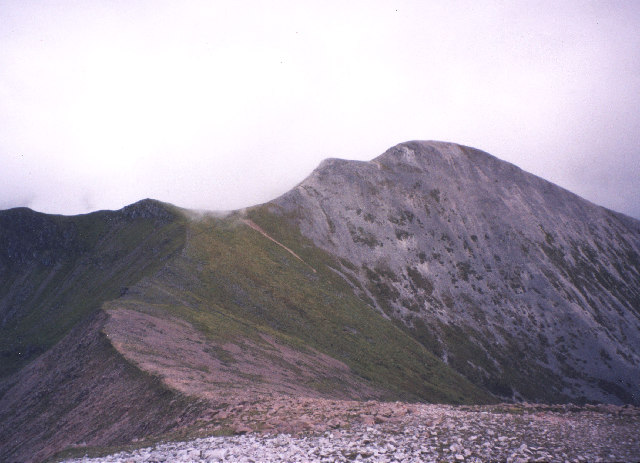
Blick von Nordwesten, vom Verbindungsgrat zum Mullach nan Coirean, zum Stob Bàn

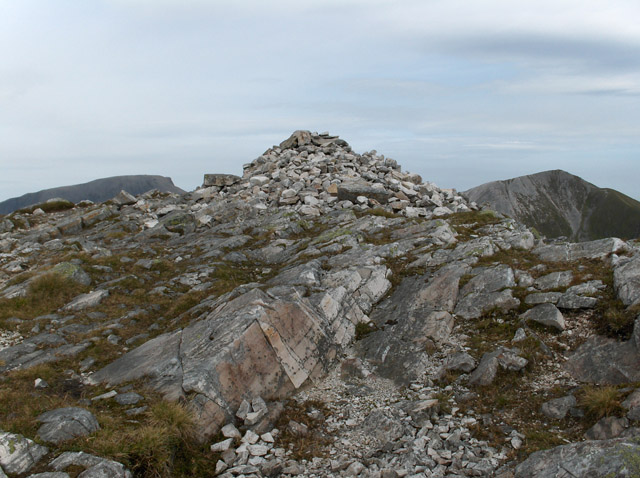
Der Gipfelcairn des Stob Bàn, im Hintergrund links der Ben Nevis, rechts der Sgùrr a’ Mhàim

Der Stob Bàn ist ein als Munro und Marilyn eingestufter, 999 Meter hoher Berg in Schottland. Sein gälischer Name kann in etwa mit Weiße Spitze übersetzt werden. Er liegt in der Council Area Highland in der südöstlich von Fort William und dem Ben Nevis gelegenen Berggruppe der Mamores.

## Beschreibung
Die Hauptkette der Mamores erstreckt sich in Ost-West-Richtung zwischen dem Glen Nevis und der südlich gelegenen Ortschaft Kinlochleven und weist insgesamt acht Munros auf. Zwei weitere Munros liegen etwas abseits östlich der Hauptkette. Der Stob Bàn liegt im westlichen Teil der Hauptkette. Im westlichen Teil der Mamores liegend ist der Stob Bàn Teil der in etwa in Ost-West-Richtung verlaufenden Hauptkette der Berggruppe. Der felsige und steile Gipfel in Form einer dreiseitigen Pyramide liegt zwar etwas zurückgesetzt vom Glen Nevis, ist aber dennoch vor allem aus dem unteren Glen Nevis mit seiner steilen Nordostwand und dem markanten, aus Quarzit bestehenden Gipfel gut zu sehen. Er besitzt drei markante Grate, zwei davon führen zu den benachbarten Gipfeln der Hauptkette.
Nach Osten senkt sich der Grat bis auf einen Bealach auf etwa 750 Meter Höhe ab und stellt den Übergang zum Sgùrr an Iubhair her, einem 1001 Meter hohen Vorgipfel des Sgùrr a’ Mhàim, über den auch der Übergang zu den weiteren Gipfeln der Hauptkette möglich ist. Nach Nordwesten senkt sich der Grat bis auf eine Höhe von etwa 910 Metern ab und teilt sich dann in Richtung Westen und Norden. Westlich führt die Hauptkette weiter über kleinere Zwischengipfel bis zum 939 Meter hohen Mullach nan Coirean, dem westlichsten Gipfel der Mamores. Der lange, als Sròn Dearg bezeichnete Nordnordwestgrat senkt sich langsam ins Glen Nevis und fällt vor allem auf seiner Ostseite teils mit steilen felsigen Wänden ins Coire a’ Mhusgain ab, das den Stob Bàn vom östlich benachbarten Sgùrr a’ Mhàim trennt. Ein kurzer Grat nach Südwesten fällt steil ins Lairigmòr südlich der Mamores ab, durch das der West Highland Way am südlichen Fuß des Berges entlang führt.

## Aufstieg
Der kürzeste Zustieg führt vom Parkplatz bei Achriabhach im Glen Nevis durch das Coire a’ Mhusgain bis zum Bealach zwischen Stob Bàn und Sgùrr an Iubhair. Von dort führt der Ostgrat zum durch einen Cairn markierten Gipfel. Alternativ kann von Achriabhach kommend auch der Grat des Sròn Dearg bestiegen werden, der schmale Grat ist jedoch an mehreren Stellen nicht ohne leichte Kletterei zu begehen. Viele Munro-Bagger kombinieren eine Besteigung des Stob Bàn mit der des westlich benachbarten Mullach nan Coirean in Form einer Rundtour, die wieder zum Ausgangspunkt im Glen Nevis zurück führt. Alternativ kann der Stob Bàn auch von Kinlochleven aus bestiegen werden, dieser Zustieg führt über den West Highland Way in Richtung Fort William, von diesem entweder abzweigend ins Coire na h-Eirghe und weiter zum Sgùrr an Iubhair oder von der verfallenen Siedlung Tigh-na-Sleubhaich abzweigend über die Südseite des Stob Bàn.